# 马公乡
马公乡，是中华人民共和国四川省广元市青川县曾经下辖的一个乡。2019年12月，撤销马公乡，将其所属行政区域划归石坝乡管辖。

## 行政区划
马公乡撤销前下辖以下地区：
朝阳村、先锋村、锅坛村和三台村。